# 娼婦と狼男
娼婦と狼男（しょうふとおおかみおとこ、Legend of the Werewolf)は1975年に公開されたイギリスのホラー映画。監督フレディ・フランシス。出演ピーター・カッシング、ロン・ムーディー、ヒュー・グリフィス。

## あらすじ
エトワールの母は自分を生んだ後に死に、父を狼に殺されて以来、狼によって育てられた。
ある日、彼は見世物小屋の経営者パンポーレに捕らえられ、「狼少年」として見世物に出された。
エトワール自身は読み書きができないものの、体当たりで言葉を学び、やがて青年へと成長する。ある満月の夜、エトワールは狼男へと変貌し、パンポーレの部下タイニーを殺してパリへ逃走する。
そこで彼はさびれた動物園に立ち寄り、動物の扱いを評価されて動物園に雇われる。
その後、彼はたまたまであったクリスティーンが娼婦だとは知らずに一目ぼれする。

## キャスト
| 役名         | 俳優                   | 日本語吹替                                 |
| 役名         | 俳優                   | 東京12ch版                                 |
| ------------ | ---------------------- | ------------------------------------------ |
| ポール       | ピーター・カッシング   | 千葉耕市                                   |
| エトワール   | デヴィッド・リントウル | 津嘉山正種                                 |
| 園主         | ロン・ムーディー       | 青野武                                     |
| クリスティン | リン・ダービー         | 松金よね子                                 |
| マダム       | マージョリー・イエーツ | 花形恵子                                   |
| マックス     | ステファン・グライフ   | 藤城裕士                                   |
| ブーロン     | デイヴィッド・ベイリー | 緒方賢一                                   |
| パンポーニ   | ヒュー・グリフィス     | 緑川稔                                     |
| チューチュー | レニー・ヒューストン   | 沼波輝枝                                   |
| 高官         | パトリック・ホルト     | 平林尚三                                   |
| アナベル     | エレイン・ベイリー     | 小宮和枝                                   |
| ゾエ         | ヒラリー・ラボウ       | 戸部光代                                   |
|              |                        |                                            |
| 演出         | 演出                   | 伊達渉                                     |
| 翻訳         | 翻訳                   | 岩本令                                     |
| 効果         | 効果                   | 芦田公雄/野口仁                            |
| 調整         | 調整                   | 加藤和彦                                   |
| 制作         | 制作                   | 東北新社                                   |
| 解説         |                        |                                            |
| 初回放送     | 初回放送               | 1978年6月30日 『火曜映画劇場』 21:00-22:24 |

※「地下道の咬殺獣・血に飢えた狼人間の怪」という題で放映。

## External links
- 娼婦と狼男 - IMDb（英語）
- Legend of the Werewolf - オールムービー（英語）
- Legend of the Werewolf - ウェイバックマシン（2022年10月22日アーカイブ分） - TCM Movie Database